# Francheville (Meurthe i Mozela)
Francheville – miejscowość i gmina we Francji, w regionie Grand Est, w departamencie Meurthe i Mozela.
Według danych na rok 1990 gminę zamieszkiwało 256 osób, a gęstość zaludnienia wynosiła 23 osób/km² (wśród 2335 gmin Lotaryngii Francheville plasuje się na 791. miejscu pod względem liczby ludności, natomiast pod względem powierzchni na miejscu 526.).